# Nudo (Matisse)
Nudo rosa è un dipinto a olio su tela (66x92,5 cm) realizzato nel 1935 dal pittore francese Henri Matisse.
Nel quadro è raffigurata una donna più grande del normale, che preme contro i confini della tela.

La donna è Lydia Delectorskaja, assunta come dama di compagnia della moglie del pittore, divenne assistente musa e collaboratrice di Matisse.
Conservata nel Museum of Art di Baltimora, l'opera è firmata e datata “HENRI MATISSE 35”.